# Raketenkomplex Rubesch
Der Küstenraketenkomplex Rubesch (GRAU-Index: 4K51, NATO-Code SS-C-3 Styx) ist eine sowjetische mobile Raketenstartrampe zur Küstenverteidigung gegen Seeziele. Mit der Waffe können schnelllaufende Ziele mit einer Geschwindigkeit von bis zu 40 Knoten bekämpft werden.

## Technik

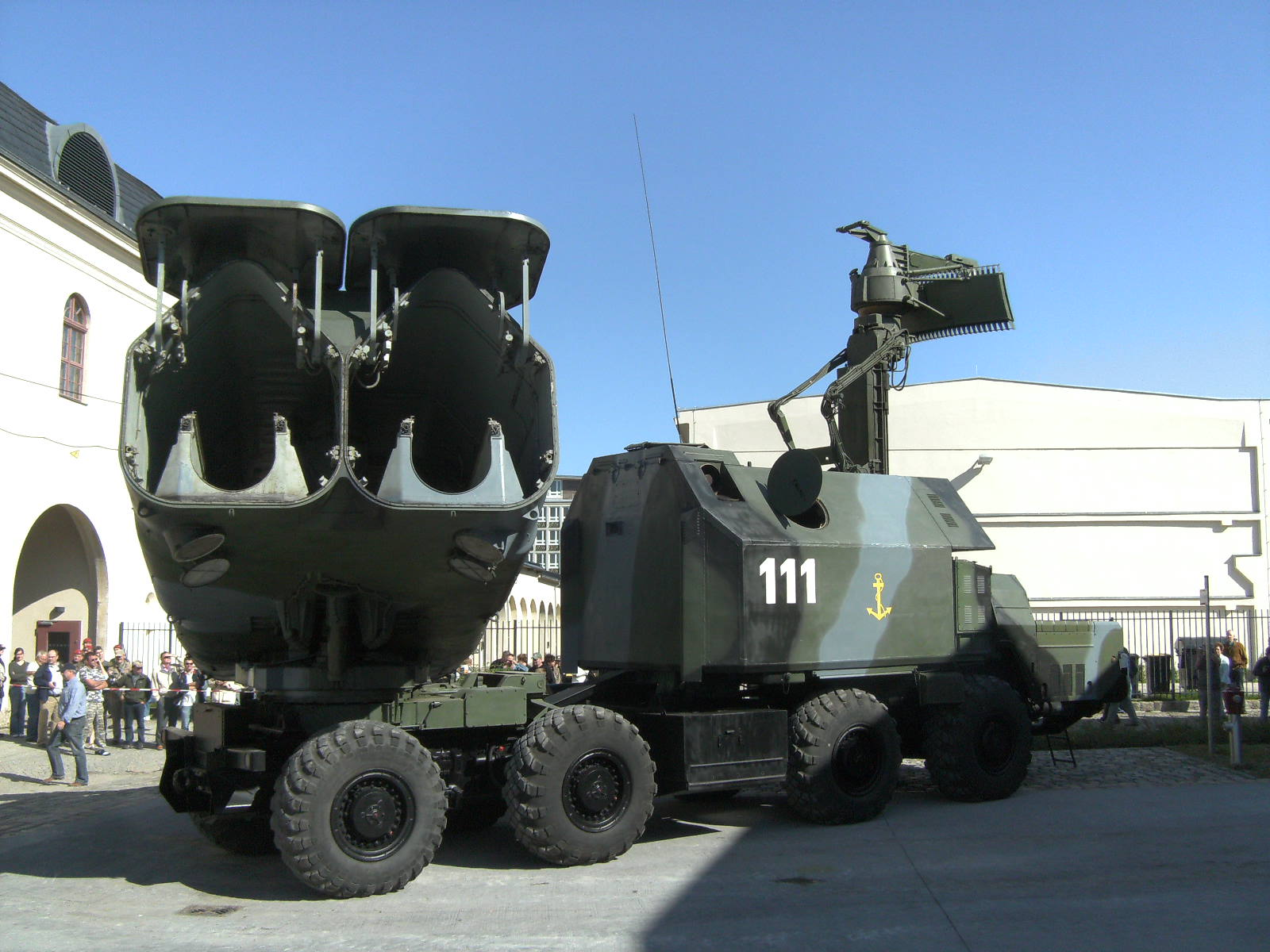
Abschussgerät ohne Raketen

Das Basisfahrzeug 3P51M ist der MAZ-543M (siehe MAZ-543), auf den die Gefechtskabine mit Funkmessmast und der Startcontainer KT-161 aufgesetzt wurde.
Gestartet werden Seezielflugkörper vom Typ P-21 (NATO-Code SS-N-2C, mit aktivem Radarsuchkopf) und P-22 (NATO-Code SS-N-2D, mit passivem Infrarot-Suchkopf), beide sind Versionen der SS-N-2 Styx. Die Treffwahrscheinlichkeit der Raketen beträgt über 80 %. Die Marschflughöhe über See ist einstellbar zwischen 25 und 50 Metern. Die Geschwindigkeit beträgt 1150 km/h und die maximale technische Reichweite liegt bei 90 km.

## Einsatz in der NVA-Volksmarine
Die Volksmarine übernahm 1980 die ersten beiden Systeme. 1990 besaß die Volksmarine zehn Systeme mit 112 Raketen, geplant waren zwölf Systeme. Die selbstfahrenden Startrampen gehörten zur Ausrüstung des Küstenraketenregiments 18 „Waldemar Verner“, das in Schwarzenpfost bei Rostock stationiert war.
Zu einer Stammbesatzung gehörten fünf Mann.
- ein Kommandeur (Offizier)
- ein FuM-WL-Techniker (Berufsunteroffizier (BU) oder Fähnrich)
- ein E-Mechaniker/Militärkraftfahrer(MKF) (BU oder Fähnrich)
- ein Waffenleitmaat (Unteroffizier auf Zeit, BU oder Fähnrich)
- ein MKF (UaZ)

## Im Einsatz
Das Küstenverteidigungssystem bzw. dessen Raketen befindet sich noch in folgenden Staaten im Einsatz:
- Bulgarien (Bulgarische Marine) Stand: Januar 2016[1]
- Kuba – mindestens 4 „4K51“-Einheiten, Stand: Januar 2016[2]
- Rumänien Stand: Januar 2016[3]
- Syrien Stand: Januar 2016[4]
- Ukraine Stand: Januar 2016[5]

## Ehemalige Nutzer

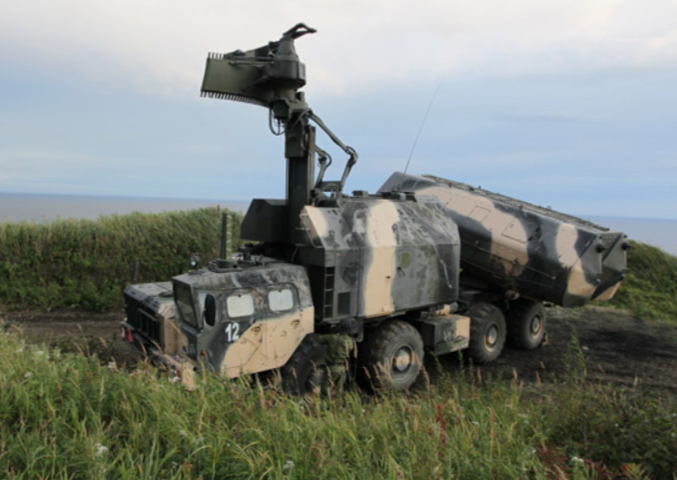
Raketenkomplex der russischen Schwarzmeerflotte

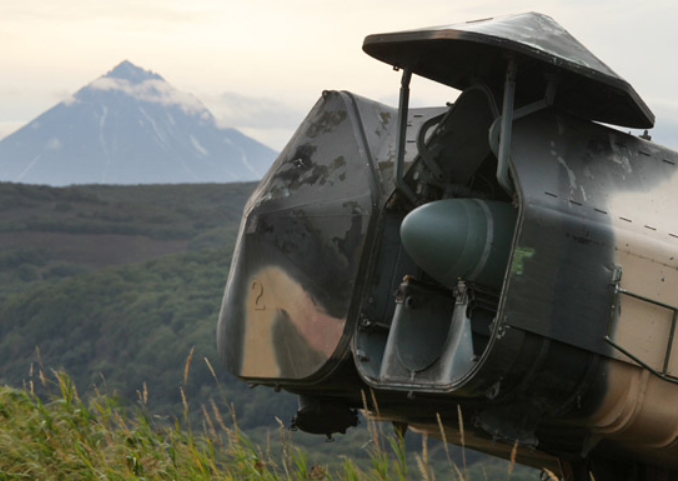
Rakete vor dem Start

Das Küstenverteidigungssystem „Rubesch“ wurde von der russischen Küstenwache bis zum September 2018 vollständig außer Dienst gestellt. Die letzte Einheit befand sich auf der Kotelny-Insel. Als Ersatz wird permanent das Raketensystem K-300 Bastion in die entsprechenden Einheiten implementiert.
Aus dem Bestand der Bundeswehr wurden sie 1992 offiziell gestrichen. Eines der ersten und auch das letzte Waffensystem dieses Typs auf deutschem Boden, die SSR 111, wurde am 27. April 1992 in das Militärhistorische Museum der Bundeswehr in Dresden überführt und kann dort besichtigt werden.